# Dřevěná zvonice (Víchová nad Jizerou)
Dřevěná zvonice ve Víchové nad Jizerou je dřevěná stavba z poloviny 19. století.

## Stavba a historie
Dřevěná zvonice byla postavena v polovině 19. století z nákladů veřejné sbírky. Způsob opracování dřevěných nosných konstrukcí svědčí o řemeslné dovednosti víchovských obyvatel. Původní zvon se nedochoval, patrně padl za oběť sbírání kovu během první světové války. Nový obecní zvon byl vysvěcen 27. března 1948. Ten, vzhledem k tomu, že se v blízkém okolí nenacházel kostel, měl funkci sakrální. Zvonice byla dlouhou dobu výraznou dominantou okolní krajiny, avšak byla postupně zarůstána stromy, až zůstala zakrytá zcela. Roku 2002 byla ministerstvem kultury prohlášena za kulturní památku.

## Zvon
Obecní zvon je vysoký 52 cm, široký 60 cm. Kované hladké srdce zvonu je volně zavěšené. V horní části korpusu zvonu nalezneme podpis zvonaře:
Lil R. Manoušek, Česká u Brodku

Pod textem se nachází pás reliéfní ornamentální výzdoby a ve střední části pláště nalezneme dvouřádkový text:
Víchová nad Jizerou 
 L. P. 1948.